# Phakéolatos
Phakéolatos est un amiral byzantin du XIVe siècle.

## Biographie
Il est cité lors de la guerre civile opposant Jean VI Cantacuzène à la régence du jeune Jean V Paléologue. En 1346, il mène une expédition victorieuse contre une flotte génoise qui s'est emparée de Chio. Il réussit à détruire les navires génois et massacre leurs équipages. 
Soutenu par la régente Anne, il déplore de plus en plus la lutte contre Jean VI Cantacuzène. À la fin de 1346, il mène la conspiration contre les régents du jeune Jean V au sein de Constantinople et informe Jean VI qu'il est prêt à lui ouvrir la Porte Dorée de nuit,. Le 2 février 1347, il ouvre une brèche dans la porte murée, ce qui permet à Jean VI de pénétrer dans la ville à la tête d'une armée de 1 000 hommes. Cela entraîne la fin de la guerre civile et l'imposition d'une dyarchie à la tête de l'État (Jean VI et Jean V sont tous les deux empereurs). Phakéolatos devient alors un des chefs de la marine byzantine avec le titre de protostrator et il coule un navire de transport génois au cours d'une bataille. Celle-ci résulte de la neutralité génoise lors de la guerre civile qui cachait en fait une sympathie masquée pour la régence. La perte d'un de leurs navires pousse les génois à mettre fin temporairement à l'approvisionnement de Constantinople. Ces actions se placent dans un contexte de reconstruction de la flotte byzantine par Jean VI Cantacuzène qui cherche à se détacher de la tutelle génoise qui se matérialise par la dépendance de Constantinople pour son approvisionnement. Au printemps 1349, une flotte de neuf grands navires et d'une centaine plus petit est dirigée par Phakéolatos conjointement avec le mégaduc Asomatianos Tzamplakon.
Cette flotte doit soutenir l'action terrestre consistant à assiéger Galata. Les Byzantins réussissent à couler un navire génois en provenance de la mer de Marmara mais le 6 mars, le manque d'expérience des équipages et des capitaines entraîne une catastrophe. Face à des courants défavorables, la flotte se divise et n'arrive pas à se mettre en ordre de bataille pour combattre les Génois. Puis, un mouvement de panique gagne la flotte byzantine et les équipages abandonnent subitement les navires à la surprise des Génois. Cette panique s'explique très certainement par un brusque coup de vent qui aurait déstabilisé les navires et entraîné une panique au sein des équipages inexpérimentés. Il est probable que Phakéolatos tombe en disgrâce après la prise de Constantinople par Jean V en 1354 puisque sa demeure est pillée par la population.

## Sources
- Donald M. Nicol (trad. Hugues Defrance), Les Derniers Siècles de Byzance, 1261-1453, Tallandier, coll. « Texto », 2008